# Aborted
Aborted ist eine international erfolgreiche Death-Metal-/Grindcore-Band aus Belgien.

## Bandgeschichte
Aborted wurde 1995 in Beveren-Leie, Belgien als eine Goregrind-Band vom Sänger Sven de Caluwé gegründet. 1997 suchte sich Sven die weiteren Mitglieder, und zusammen unterschrieben sie ihren ersten Plattenvertrag bei UXICON Records.
Das zentrale Thema in ihren Texten sind Massenmörder. Derzeit sind sie bei dem Dortmunder Plattenlabel Century Media unter Vertrag und tourten mit Bands wie Cryptopsy und Morbid Angel. Im Jahr 2006 haben sich Bassistin „Olivia Scemama“ (ersetzt durch Peter Goemaere) und Schlagzeuger „Gilles Delecroix“ (ersetzt durch Dan Wilding) von der Band getrennt.
Mit dem Album „Goremageddon: The Saw and the Carnage Done“ haben sich Aborted laut Vokalist Sven de Caluwé in eine sehr eigenständige Musikrichtung begeben.
Am 14. Januar 2010 wurde die 2009 in neuer Besetzung (bis auf den Sänger wurden alle Bandmitglieder durch neue ersetzt) aufgenommene EP Coronary Reconstruction veröffentlicht.
Mit dem Album The Necrotic Manifesto schafften Aborted 2014 erstmals den Sprung in die Charts, insbesondere waren sie auch in den Nachbarländern erfolgreich. Mit dem von Kristian Kohlmannslehner in den deutschen Kohlekeller Studios produzierten Album RetroGore übertrafen sie 2016 diesen Erfolg noch einmal. Mit dem 2018 veröffentlichten Album Terrorvision erweiterte die Band ihren Stil mit düsteren Black Metal inspirierten Einflüssen und atmosphärischen Elementen. Das Album, das abermals unter der Regie von Kristian Kohlmannslehner produziert wurde, erreichte die bisher höchsten Chartplatzierungen und wurde in Europa, Australien und Amerika betourt.

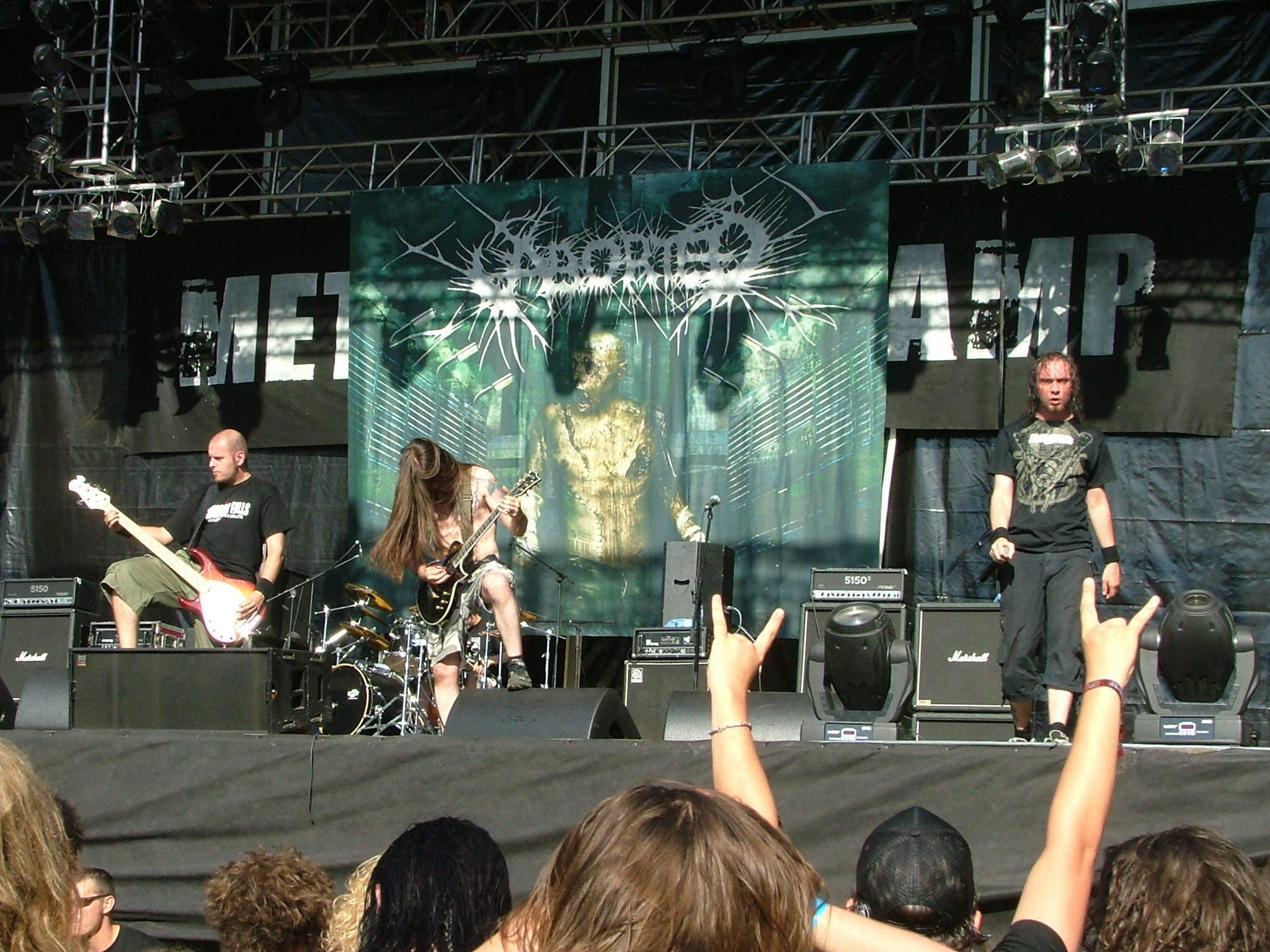
Aborted beim Metalcamp 2007
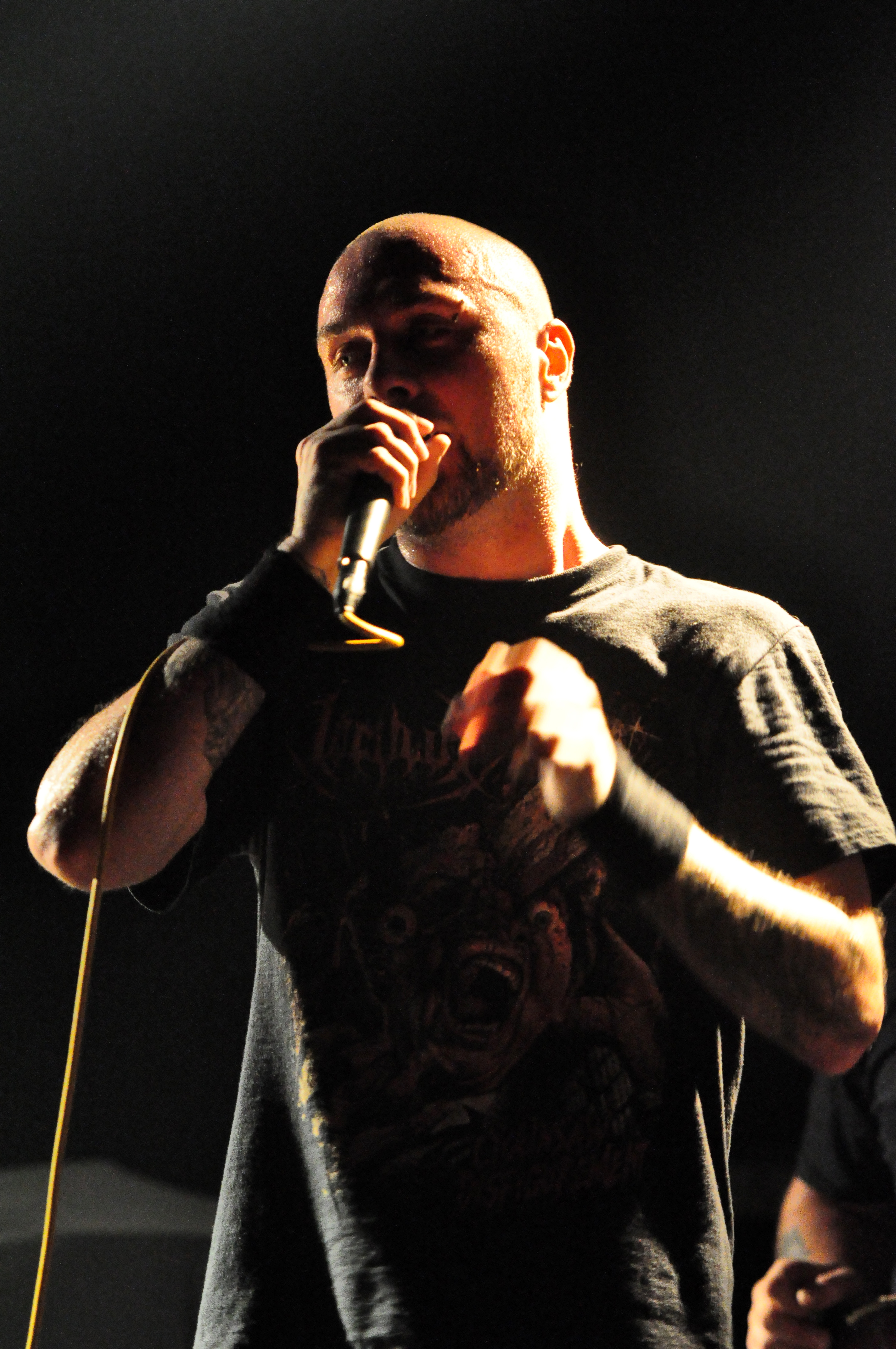
Sven de Caluwe
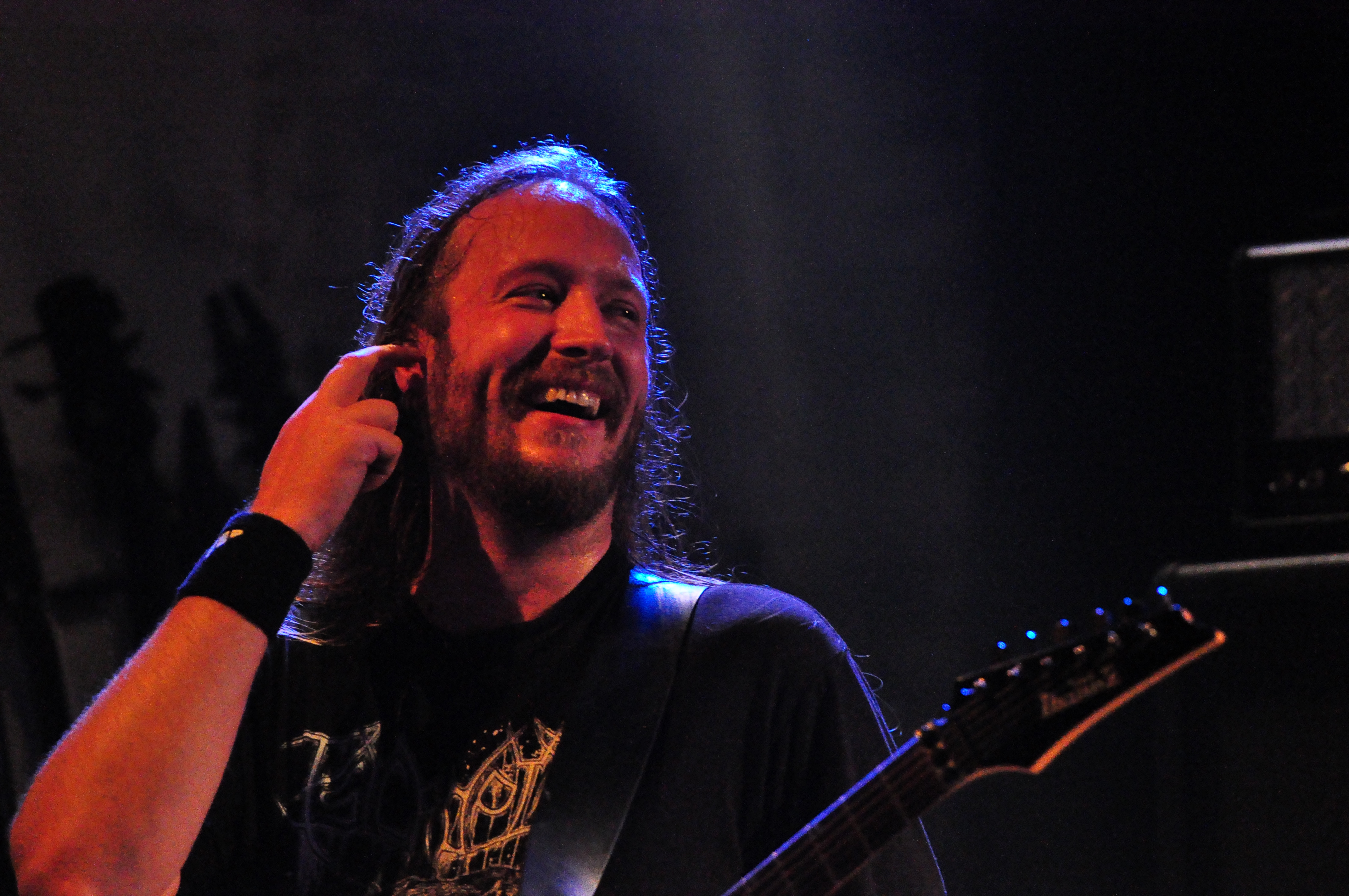
Aborted Gitarrist in Rostock

## Diskografie
Alben

| Jahr | Titel                                        | Höchstplatzierung, Gesamtwochen, AuszeichnungChartplatzierungen (Jahr, Titel, Platzierungen, Wochen, Auszeichnungen, Anmerkungen) | Höchstplatzierung, Gesamtwochen, AuszeichnungChartplatzierungen (Jahr, Titel, Platzierungen, Wochen, Auszeichnungen, Anmerkungen) | Höchstplatzierung, Gesamtwochen, AuszeichnungChartplatzierungen (Jahr, Titel, Platzierungen, Wochen, Auszeichnungen, Anmerkungen) | Höchstplatzierung, Gesamtwochen, AuszeichnungChartplatzierungen (Jahr, Titel, Platzierungen, Wochen, Auszeichnungen, Anmerkungen) | Höchstplatzierung, Gesamtwochen, AuszeichnungChartplatzierungen (Jahr, Titel, Platzierungen, Wochen, Auszeichnungen, Anmerkungen) | Anmerkungen |
| Jahr | Titel                                        | DE | AT | CH | BEF | BEW | Anmerkungen |
| ---- | -------------------------------------------- | --- | --- | --- | --- | --- | ----------- |
| 1999 | The Purity of Perversion                     | — | — | — | — | — |             |
| 2001 | Engineering the Dead                         | — | — | — | — | — |             |
| 2003 | Goremageddon: The Saw and the Carnage Done   | — | — | — | — | — |             |
| 2005 | The Archaic Abbatoir                         | — | — | — | — | — |             |
| 2007 | Slaughter & Apparatus: A Methodical Overture | — | — | — | — | — |             |
| 2008 | Strychnine 213                               | — | — | — | — | — |             |
| 2012 | Global Flatline                              | — | — | — | — | — |             |
| 2014 | The Necrotic Manifesto                       | DE92 (1 Wo.)DE | — | — | BEF150 (4 Wo.)BEF | BEW158 (2 Wo.)BEW |             |
| 2016 | RetroGore                                    | DE64 (1 Wo.)DE | — | CH100 (1 Wo.)CH | BEF59 (4 Wo.)BEF | BEW90 (3 Wo.)BEW |             |
| 2018 | TerrorVision                                 | DE39 (1 Wo.)DE | AT56 (1 Wo.)AT | CH58 (1 Wo.)CH | BEF70 (4 Wo.)BEF | BEW113 (2 Wo.)BEW |             |
| 2021 | ManiaCult                                    | DE33 (1 Wo.)DE | — | CH82 (1 Wo.)CH | — | BEW97 (1 Wo.)BEW |             |
| 2024 | Vault of Horrors                             | — | — | — | — | — |             |

Demos
- The Necrotorous Chronicles (Demo, 1998)
- The Splat Pack -Promotape (Demo, 1998)

Splitsingles / EPs
- Aborted / Christ Denied (Split, 2000)
- Created to Kill (4-way) (Split, 2002 mit Drowning, Brodequin und Misery Index)
- Deceased in the East/Extirpated Live Emanations (Split, 2003)
- The Haematobic (EP, 2004)
- Coronary Reconstruction (EP, 2010)
- Termination Redux (EP, 2016)
- Bathos (EP, 2017)
- La Grande Mascarade (EP, 2020)

Videoalben
- The Auricular Chronicles DVD (2006)